# خیرخواجه علیا
خیرخواجه علیا، روستایی است از توابع بخش داشلی‌برون شهرستان گنبد کاووس در استان گلستان ایران.

## جمعیت
این روستا در دهستان اترک (گنبد کاووس) قرار داشته و براساس سرشماری سال ۱۳۸۵جمعیت آن ۴۶۳نفر (۹۴خانوار) بوده‌است.